# Cercospora malayensis
Cercospora malayensis är en svampart som beskrevs av F. Stevens & Solheim 1931. Cercospora malayensis ingår i släktet Cercospora och familjen Mycosphaerellaceae.   Inga underarter finns listade i Catalogue of Life.